# Maarjamõisa
Maarjamõisa est un quartier de Tartu en  Estonie. 

## Démographie
Au 31 décembre 2013, Maarjamõisa compte 377 habitants. 
Sa superficie est de 1,13 km2. 

## Galerie

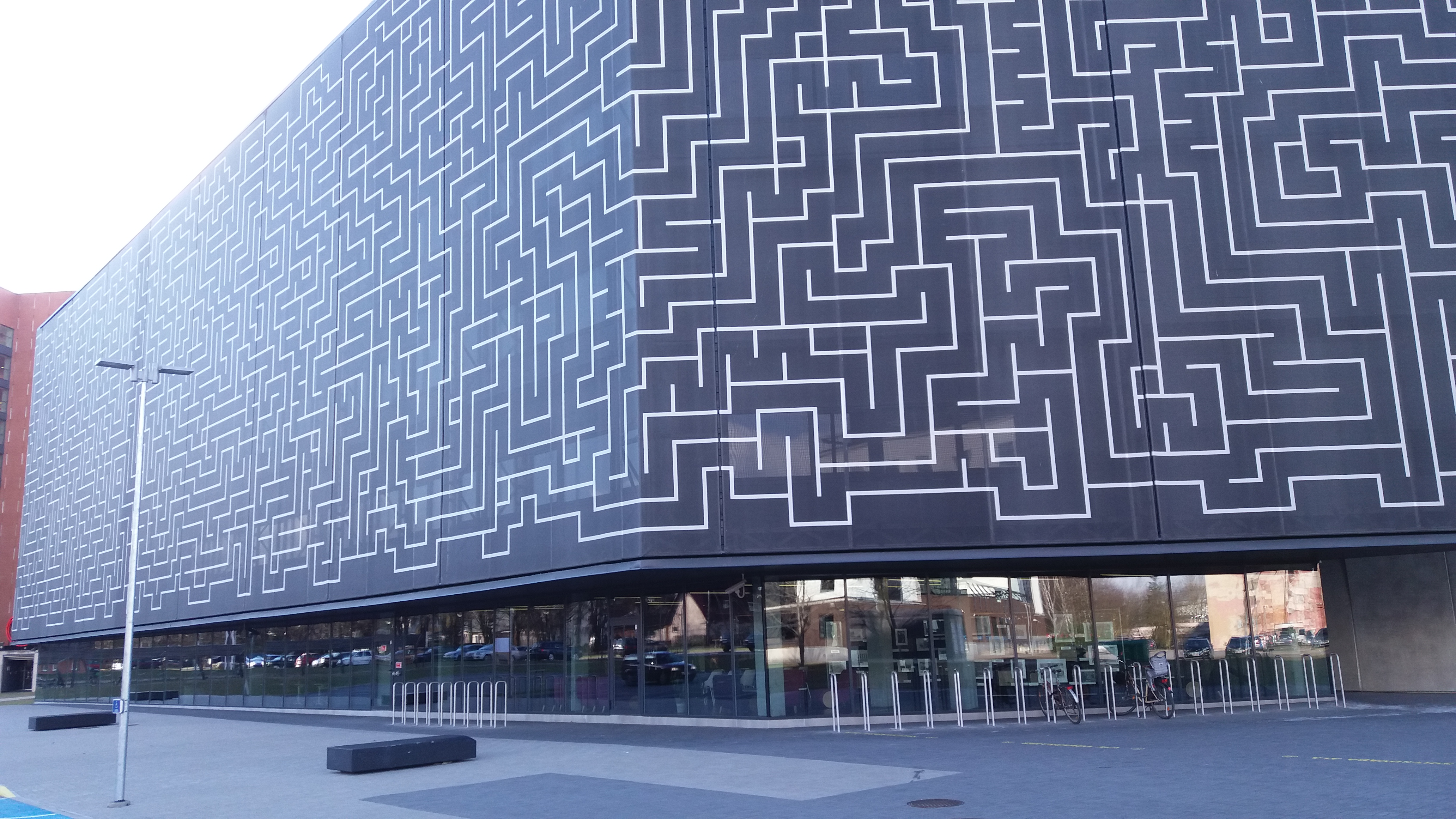
Noora
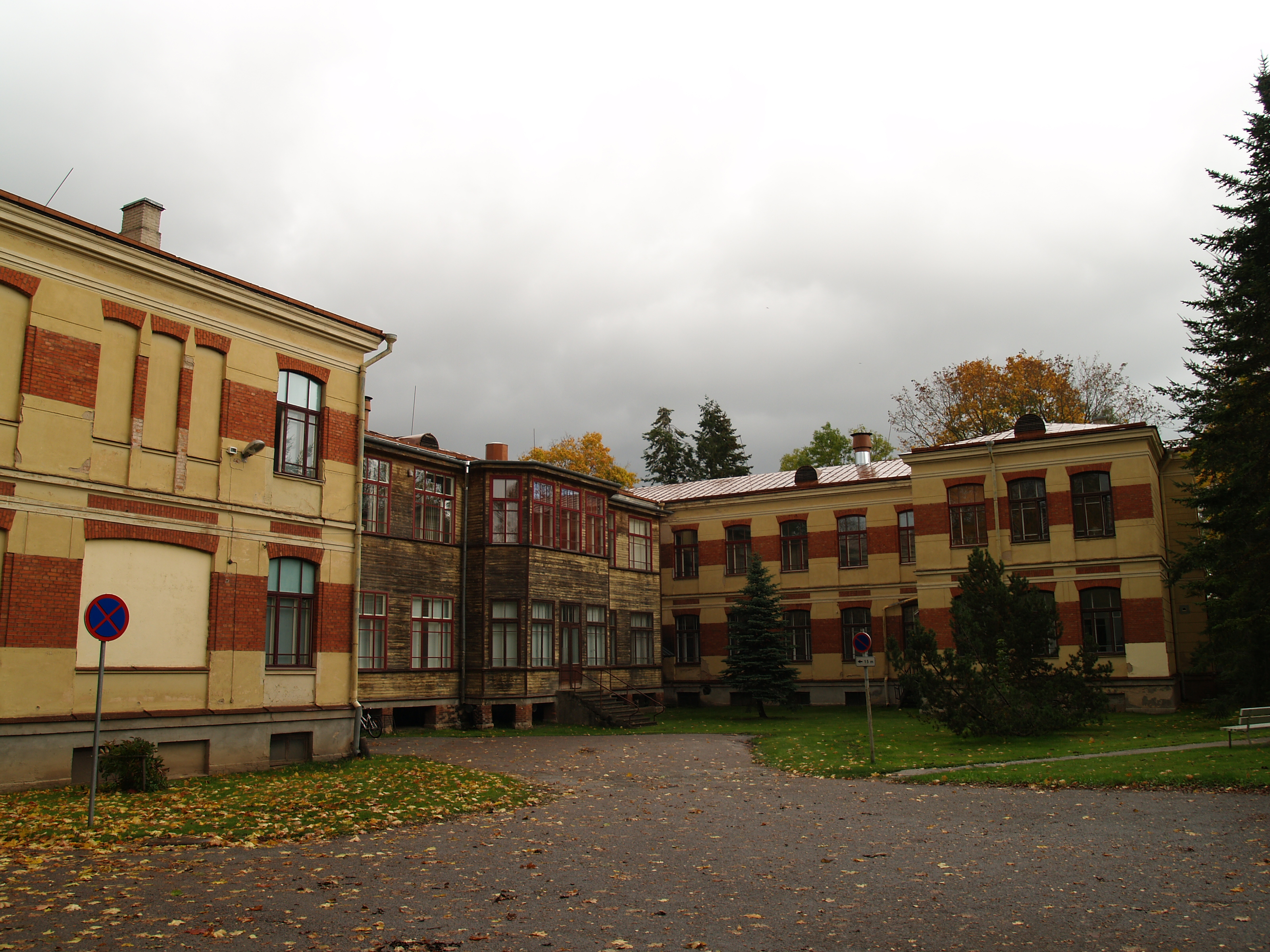
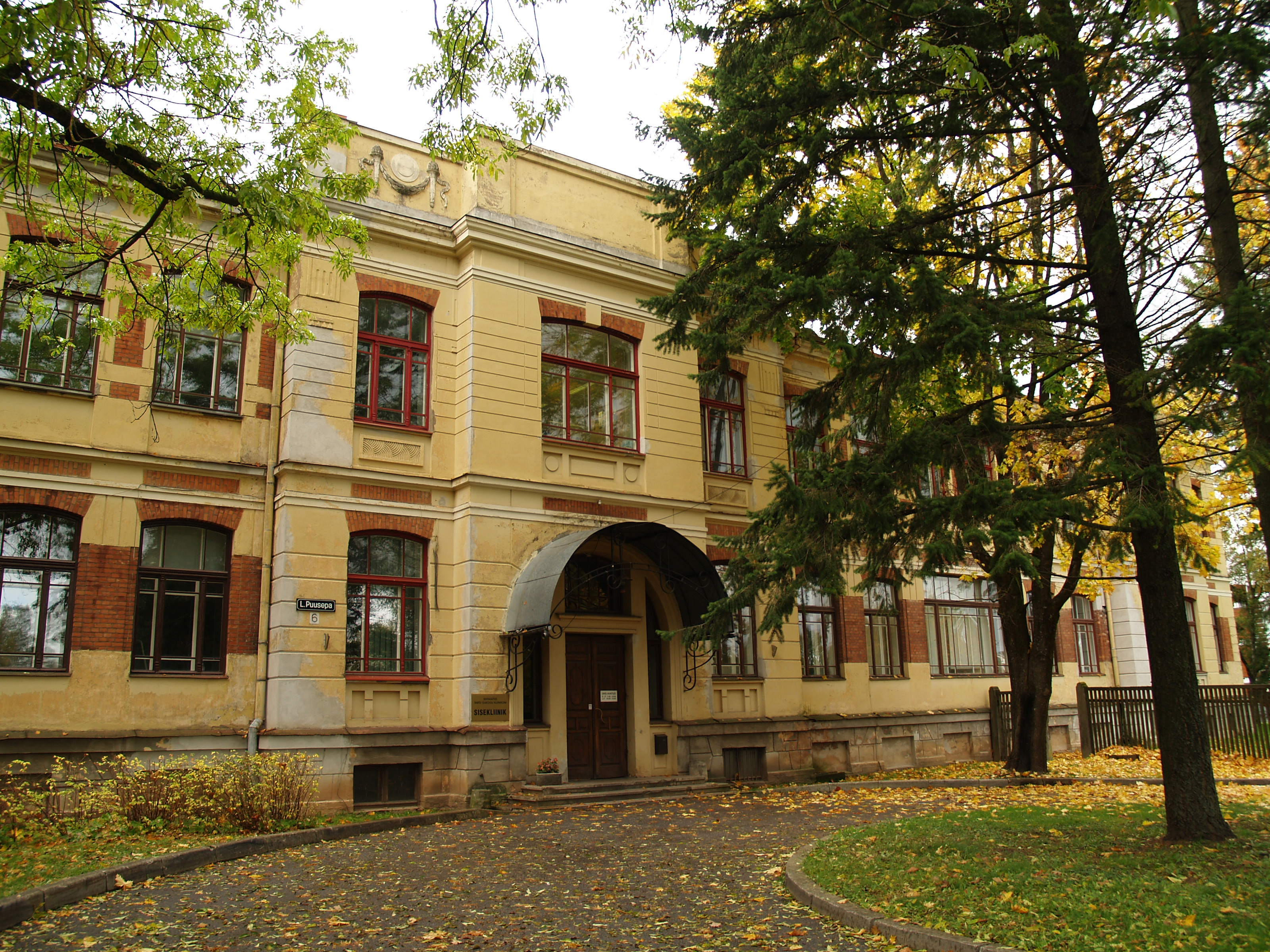